# 施瓦布明兴
施瓦布明兴（德語：Schwabmünchen，發音：[ʃvaːpˈmʏnçn̩] ⓘ）是德国巴伐利亚州施瓦本行政区奥格斯堡县的城市，面积55.5平方千米，2023年12月31日人口为14,926人。

## 友好城市
- 法國 日罗马尼